# Black Metal (Lied)
Black Metal ist ein Lied der englischen Metal-Band Venom. Es wurde 1982 auf dem gleichnamigen Album veröffentlicht.

## Entstehung
Das Lied wurde in den Impulse-Studios aufgenommen; für die Aufnahme des Albums brauchte die Band drei Tage, die Zeit, die sie von Neat Records zugestanden bekam. An der Produktion waren neben Keith Nichol alle Mitglieder der Band beteiligt. Für den Anfang des Lieds wurde ein „Stahlträger mit einer Kettensäge bearbeitet und das Teil dabei total geschrottet“. Da bei anderen Bands im Studio oft ihr eigener Klang verlorenging, sagte Cronos seinen Mitmusikern, sie sollten ihre Instrumente so wie bei Konzerten stimmen und ihre Live-Ausrüstung nutzen.

## Musikstil und Text
Eduardo Rivadavia von Allmusic bezeichnete das Lied als „proto-thrashing“. Textlich handelt das Lied vom Live-Auftreten, von „einer satanischen Band (Venom), die live spielt! Mit Verstärkern, die zum Explodieren eingestellt sind!“

## Coverversionen
Die norwegische Band Mayhem veröffentlichte 1986 eine Coverversion mit dem Titel Black Metal (Total Death Version) auf ihrer Demoaufnahme Pure Fucking Armageddon. Einige Versionen des Bootlegs The Dawn of the Black Hearts enthalten ein Live-Cover von 1986.
Ein Cover der schwedischen Band Hypocrisy erschien 1993 auf ihrem Album Osculum Obscenum. Die australische Band Alchemist coverte es für das 1994 veröffentlichte Tributalbum Promoters of the Third World War – A Tribute to Venom.
Das Lied wurde von der japanischen Band Sigh jeweils auf Sigh’s Tribute to Venom – to Hell and Back von 1995 und ihrer EP A Tribute to Venom von 2008 gecovert.
Die britische Band Cradle of Filth coverte Black Metal für die 1998 veröffentlichte, limitierte Doppel-CD-Edition des Albums Cruelty and the Beast und die norwegische Band Dimmu Borgir als Bonustitel für die japanische Version ihres Albums In Sorte Diaboli von 2007.
Das 2009 erschienene Album Necropolis der polnischen Band Vader enthält ebenfalls ein Cover von Black Metal.